# Mid-year Internationals 2014
Die Mid-year Internationals 2014 (auch als Summer Tests 2014 bezeichnet) waren eine vom 30. Mai bis zum 28. Juni 2014 stattfindende Serie von internationalen Rugby-Union-Spielen zwischen Mannschaften der ersten und zweiten Stärkeklasse. Diese Begegnungen folgtem dem globalen Rugby-Kalender von World Rugby der Jahre 2012 bis 2019, der Test Matches zwischen Nationen der nördlichen und südlichen Hemisphäre umfasste, wobei einige der tourenden Teams unter der Woche Spiele gegen Provinz- oder Regionalteams bestritten. Darüber hinaus hatten Nationen der zweiten Stärkeklasse die Möglichkeit, als Vorbereitung auf die Weltmeisterschaft 2015 Nationen der ersten Stärkeklasse zu empfangen.
Alle Mannschaften der Six Nations waren im Einsatz. England spielte eine Serie von drei Test Matches gegen Neuseeland sowie eine Partie gegen die Crusaders. Ebenfalls drei Test Matches absolvierte Frankreich gegen Australien, während Italien gegen Fidschi, Samoa und Japan antrat. Wales trat zweimal gegen Südafrika an, Irland gegen Argentinien. Einziges Team mit vier Test Matches war Schottland, und zwar gegen die USA, Kanada, Argentinien und Südafrika.

## Ergebnisse

### Woche 1
| 30. Mai 2014 19:05 JST | Japan | 33 : 14         | Samoa                                                              | Prinz-Chichibu-Rugbystadion, Tokio Zuschauer: 8.460 Schiedsrichter: John Lacey (Irland) |
| 30. Mai 2014 19:05 JST | Versuche: Fujita (2) 11. erh., 25. erh. Matsushima 70. erh. Erhöhungen: Gorōmaru (3/3) Straftritte: Gorōmaru (4/4) 15., 40., 41., 67. | (20:10) Bericht | Versuche: Otto 6. erh. Va’aulu 42. erh. Erhöhungen: Fa’apale (2/2) | Prinz-Chichibu-Rugbystadion, Tokio Zuschauer: 8.460 Schiedsrichter: John Lacey (Irland) |

- Hitoshi Ōno bestritt sein 82. Test Match, so viele wie kein japanischer Spieler vor ihm.

| 31. Mai 2014 16:00 ART | Argentinien | 40 : 0         | Sudamérica XV | Santo Tomé, Santa Fe Schiedsrichter: Federico Pastrana (Argentinien) |
| 31. Mai 2014 16:00 ART | Versuche: Cordero 19. erh. Tuculet 38. erh. González Iglesias 58. n.erh. Postiglioni (2) 66. erh., 71. erh. Montero 75. erh. Erhöhungen: Sánchez (2/2) Straftritte: González Iglesias (3/4) | (14:0) Bericht |               | Santo Tomé, Santa Fe Schiedsrichter: Federico Pastrana (Argentinien) |

| 1. Juni 2014 15:00 BST | England | 29 : 39         | Barbarians | Twickenham Stadium, London Zuschauer: 50.498 Schiedsrichter: Mathieu Raynal (Frankreich) |
| 1. Juni 2014 15:00 BST | Versuche: Ewers 11. erh. Sharples 23. n.erh. Slade 55. n.erh. Erhöhungen: Slade (1/2) Straftritte: Daly (1/1) 21. Slade (3/3) 36., 61., 67. | (18:14) Bericht | Versuche: Stanley 17. erh. Hernández 26. erh. Gorgodse 45. erh. Gear (2) 63. erh., 76. n.erh. Erhöhungen: James (3/3) Trinh-Duc (1/2) Straftritte: James (1/1) 51. Trinh-Duc (1/1) 58. | Twickenham Stadium, London Zuschauer: 50.498 Schiedsrichter: Mathieu Raynal (Frankreich) |

### Woche 2
| 7. Juni 2014 15:10 FJT | Fidschi | 25 : 14       | Italien                                                                          | National Stadium, Suva Zuschauer: 12.000 Schiedsrichter: JP Doyle (England) |
| 7. Juni 2014 15:10 FJT | Versuche: Nadolo 19. n.erh. Waqaniburotu 60. erh. Nalaga 78. erh. Erhöhungen: Ralulu (1/2) Nadolo (1/1) Straftritte: Nadolo (2/2) 66., 71. | (5:7) Bericht | Versuche: Strafversuch (2) 10. erh., 76. erh. Erhöhungen: Orquera (2/2) 10., 77. | National Stadium, Suva Zuschauer: 12.000 Schiedsrichter: JP Doyle (England) |

| 7. Juni 2014 15:40 ART | Argentinien | 17 : 29         | Irland | Estadio Centenario, Resistencia Zuschauer: 21.000 Schiedsrichter: Glen Jackson (Neuseeland) |
| 7. Juni 2014 15:40 ART | Versuche: Montero 30. erh. Vega 78. erh. Erhöhungen: Sánchez (1/1) González Iglesias (1/1) Straftritte: Sánchez (1/2) 26. | (10:11) Bericht | Versuche: Henry 34. n.erh. Sexton 42. n.erh. Trimble 57. erh. Erhöhungen: Sexton (1/3) Straftritte: Sexton (2/2) 9., 18., Madigan (2/2) 67., 70. | Estadio Centenario, Resistencia Zuschauer: 21.000 Schiedsrichter: Glen Jackson (Neuseeland) |

- Paul O’Connell trat zum 100. Mal zu einem Test Match an, davon 93 für Irland und 7 für die British and Irish Lions.

| 7. Juni 2014 17:00 SAST | Südafrika | 47 : 13         | World XV                                                                                     | Newlands Stadium, Kapstadt Zuschauer: 31.500 Schiedsrichter: George Clancy (Irland) |
| 7. Juni 2014 17:00 SAST | Versuche: Habana 16. n.erh. Botha 32. erh. du Plessis (2) 48. n.erh., 58. erh. Goosen 77. erh. le Roux 79. erh. Erhöhungen: Steyn (2/4) Goosen (2/2) Straftritte: Steyn (3/3) 16., 30., 44. | (18:13) Bericht | Versuche: Hargreaves 5. erh. Erhöhungen: O’Connor (1/1) Straftritte: O’Connor (2/2) 23., 40. | Newlands Stadium, Kapstadt Zuschauer: 31.500 Schiedsrichter: George Clancy (Irland) |

| 7. Juni 2014 19:30 CDT | Vereinigte Staaten                | 6 : 24         | Schottland | BBVA Stadium, Houston Zuschauer: 20.001 Schiedsrichter: Pascal Gaüzère (Frankreich) |
| 7. Juni 2014 19:30 CDT | Straftritte: Wyles (2/3) 11., 51. | (3:15) Bericht | Versuche: Visser 15. erh. Strafversuch 30. erh. Hogg 66. erh. Erhöhungen: Laidlaw (3/3) Straftritte: Laidlaw (1/2) 6. | BBVA Stadium, Houston Zuschauer: 20.001 Schiedsrichter: Pascal Gaüzère (Frankreich) |

| 7. Juni 2014 19:35 NZST | Neuseeland                                                                     | 20 : 15       | England                                                       | Eden Park, Auckland Zuschauer: 47.195 Schiedsrichter: Nigel Owens (Wales) |
| 7. Juni 2014 19:35 NZST | Versuche: C. Smith 77. n.erh. Straftritte: Cruden (5/5) 9., 24., 38., 66., 70. | (9:9) Bericht | Straftritte: Burns (4/4) 2., 18., 21., 63. Cipriani (1/1) 73. | Eden Park, Auckland Zuschauer: 47.195 Schiedsrichter: Nigel Owens (Wales) |

- Mit diesem Sieg entschieden die All Blacks 31 Heimspiele in Folge für sich, was neuen Weltrekord bedeutete.

| 7. Juni 2014 20:00 AEST | Australien | 50 : 23        | Frankreich | Suncorp Stadium, Brisbane Zuschauer: 33.718 Schiedsrichter: Craig Joubert (Südafrika) |
| 7. Juni 2014 20:00 AEST | Versuche: Folau 18. erh. Ashley-Cooper 23. n.erh. Hooper 32. erh. Toomua 38. erh. / Cummins 55. erh. Beale 67. erh. McCabe 70. erh. Erhöhungen: Foley (6/7) Straftritte: Foley (1/2) 3. | (29:9) Bericht | Versuche: Parra 72. erh. Strafversuch 80. erh. Erhöhungen: Michalak (2/2) Straftritte: Michalak (2/2) 26., 36. Dropgoals: Michalak (1/1) 4. | Suncorp Stadium, Brisbane Zuschauer: 33.718 Schiedsrichter: Craig Joubert (Südafrika) |

- James Slipper und Wycliff Palu absolvierten jeweils ihr 50. Test Match für Australien.

### Woche 3
| 14. Juni 2014 14:00 WST | Samoa                                           | 15 : 0        | Italien | Apia Park, Apia Zuschauer: 7.000 Schiedsrichter: George Clancy (Irland) |
| 14. Juni 2014 14:00 WST | Straftritte: Pisi (5/7) 10., 24., 30., 47., 69. | (9:0) Bericht |         | Apia Park, Apia Zuschauer: 7.000 Schiedsrichter: George Clancy (Irland) |

- Marco Bortolami absolvierte sein 106. Test Match, ein neuer italienischer Rekord.

| 14. Juni 2014 14:10 EDT | Kanada                                                                       | 17 : 19        | Schottland | BMO Field, Toronto Zuschauer: 18.788 Schiedsrichter: Mike Fraser (Neuseeland) |
| 14. Juni 2014 14:10 EDT | Versuche: Hassler 22. n.erh. Straftritte: Pritchard (4/5) 20., 43., 51., 70. | (8:13) Bericht | Versuche: Gilchrist 27. erh. Erhöhungen: Laidlaw (1/1) Straftritte: Laidlaw (3/3) 2., 38., 71. Hogg (1/1) 60. | BMO Field, Toronto Zuschauer: 18.788 Schiedsrichter: Mike Fraser (Neuseeland) |

| 14. Juni 2014 15:40 ART | Argentinien | 17 : 23        | Irland | Estadio Monumental José Fierro, Tucumán Schiedsrichter: Pascal Gaüzère (Frankreich) |
| 14. Juni 2014 15:40 ART | Versuche: Tuculet 24. erh. González Amorosino 79. erh. Erhöhungen: Sánchez (1/1) González Amorosino (1/1) Straftritte: Sánchez (1/1) 16. | (10:9) Bericht | Versuche: Zebo 50. erh. Madigan 72. erh. Erhöhungen: Sexton (1/1) Madigan (1/1) Straftritte: Sexton (3/5) 4., 9., 31. | Estadio Monumental José Fierro, Tucumán Schiedsrichter: Pascal Gaüzère (Frankreich) |

- Zum ersten Mal überhaupt entschied Irland eine Test-Match-Serie gegen Argentinien für sich.

| 14. Juni 2014 17:00 SAST | Südafrika | 38 : 16 | Wales | Kings Park Stadium, Durban Schiedsrichter: Romain Poite (Frankreich) |
| 14. Juni 2014 17:00 SAST | Versuche: Habana (2) 6. erh., 20. erh. Vermeulen 15. erh. le Roux 37. erh. Hendricks 51. erh. Erhöhungen: Steyn (5/5) Straftritte: Steyn (1/1) 44. | Bericht | Versuche: Cuthbert 68. erh. Erhöhungen: Hook (1/1) Straftritte: Biggar (1/1) 40. Dropgoals: Biggar (2/2) 2., 19. | Kings Park Stadium, Durban Schiedsrichter: Romain Poite (Frankreich) |

- Adam Rhys Jones trat zum 100. Mal zu einem Test Match an, davon 95 für Wales und 5 für die British and Irish Lions.

| 14. Juni 2014 19:35 NZST | Neuseeland | 28 : 27        | England | Forsyth Barr Stadium, Dunedin Zuschauer: 28.470 Schiedsrichter: Jaco Peyper (Südafrika) |
| 14. Juni 2014 19:35 NZST | Versuche: B. Smith 43. erh. Savea 49. n.erh. Nonu 63. erh. Erhöhungen: Cruden (1/2) Barrett (1/1) Straftritte: Cruden (2/3) 11., 40. Barrett (1/2) 59. | (6:10) Bericht | Versuche: Yarde 7. erh. Brown 71. erh. Ashton 80. erh. Erhöhungen: Farrell (3/3) Straftritte: Farrell (2/3) 2., 47. | Forsyth Barr Stadium, Dunedin Zuschauer: 28.470 Schiedsrichter: Jaco Peyper (Südafrika) |

- Jerome Kaino absolvierte sein 50. Test Match für Neuseeland.

| 14. Juni 2014 20:00 AEST | Australien                                   | 6 : 0         | Frankreich | Docklands Stadium, Melbourne Zuschauer: 27.189 Schiedsrichter: Wayne Barnes (England) |
| 14. Juni 2014 20:00 AEST | Straftritte: White (1/4) 64. Foley (1/1) 52. | (0:0) Bericht |            | Docklands Stadium, Melbourne Zuschauer: 27.189 Schiedsrichter: Wayne Barnes (England) |

- Niedrigster australischer Sieg seit dem 6:3 gegen Neuseeland im Jahr 1958.
- James Horwill absolvierte sein 50. Test Match für Australien.

### Woche 4
| 17. Juni 2014 19:35 NZST | Crusaders                                      | 7 : 38         | England | Rugby League Park, Christchurch Zuschauer: 17.500 Schiedsrichter: Nigel Owens (Wales) |
| 17. Juni 2014 19:35 NZST | Versuche: Todd 7.erh. Erhöhungen: Taylor (1/1) | (7:26) Bericht | Versuche: Gray 1. erh. Foden 6. n.erh. Barritt 28. erh. Goode 33. erh. Watson 58. erh. Pennell 80. n.erh. Erhöhungen: Cipriani (3/4) Myler (1/1) | Rugby League Park, Christchurch Zuschauer: 17.500 Schiedsrichter: Nigel Owens (Wales) |

| 20. Juni 2014 16:10 ART | Argentinien                                                                                                | 19 : 21       | Schottland                                                                                            | Estadio Mario Alberto Kempes, Córdoba Zuschauer: 22.000 Schiedsrichter: John Lacey (Irland) |
| 20. Juni 2014 16:10 ART | Versuche: Ortega Desio 13. n.erh. Tuculet 59. erh. Straftritte: Sánchez (2/2) Dropgoals: Sánchez (1/3) 27. | (8:7) Bericht | Versuche: Hogg 6. erh. Pyrgos 73. n.erh. Erhöhungen: Weir (1/2) Straftritte: Weir (3/4) 55., 70., 78. | Estadio Mario Alberto Kempes, Córdoba Zuschauer: 22.000 Schiedsrichter: John Lacey (Irland) |

| 21. Juni 2014 14:00 JST | Japan | 26 : 23         | Italien | Prinz-Chichibu-Rugbystadion, Tokio Zuschauer: 13.816 Schiedsrichter: Jaco Peyper (Südafrika) |
| 21. Juni 2014 14:00 JST | Versuche: Yamada 4. erh. Sa’u 59. n.erh. Erhöhungen: Gorōmaru (2/2) Straftritte: Gorōmaru (4/5) 13., 22., 42., 48. | (13:13) Bericht | Versuche: Strafversuch 17. erh. Barbieri 74. erh. Erhöhungen: Orquera (1/1) Allan (1/1) Straftritte: Orquera (3/3) 7., 35., 52. | Prinz-Chichibu-Rugbystadion, Tokio Zuschauer: 13.816 Schiedsrichter: Jaco Peyper (Südafrika) |

- Die japanische Mannschaft gewann zum zehnten Mal in Folge, ein neuer Rekord für eine Rugbynation der zweiten Stärkeklasse.
- Mauro Bergamasco absolvierte sein 100. Test Match für Italien.

| 21. Juni 2014 15:00 AEST | Australien | 39 : 13         | Frankreich                                                                                              | Allianz Stadium, Sydney Zuschauer: 43.188 Schiedsrichter: Chris Pollock (Neuseeland) |
| 21. Juni 2014 15:00 AEST | Versuche: Skelton 7. erh. Folau (2) 26., 41. Hooper 60. erh. Phipps 73. n.erh. Erhöhungen: Foley (4/5) Straftritte: Foley (2/2) 2., 17. | (20:13) Bericht | Versuche: Guirado 65. erh. Erhöhungen: Machenaud (1/1) Straftritte: Dulin (1/1) 15. Machenaud (1/2) 34. | Allianz Stadium, Sydney Zuschauer: 43.188 Schiedsrichter: Chris Pollock (Neuseeland) |

| 21. Juni 2014 15:00 SAST | Südafrika | 31 : 30         | Wales | Mbombela Stadium, Mbombela Zuschauer: 25.424 Schiedsrichter: Steve Walsh (Australien) |
| 21. Juni 2014 15:00 SAST | Versuche: Strafversuch (2) 32. erh., 77. erh. Hendricks 33. erh. le Roux 71. erh. Erhöhungen: Steyn (4/4) Straftritte: Steyn (1/2) 55. | (14:17) Bericht | Versuche: Roberts 18. erh. Cuthbert 21. erh. Owens 45. erh. Erhöhungen: Biggar (3/3) Straftritte: Biggar (3/4) 12., 56., 65. | Mbombela Stadium, Mbombela Zuschauer: 25.424 Schiedsrichter: Steve Walsh (Australien) |

- Victor Matfield absolvierte sein 112. Test Match und übertraf somit den südafrikanischen Rekord von John Smit.

| 21. Juni 2014 19:35 NZST | Neuseeland | 36 : 13        | England                                                                           | Waikato Stadium, Hamilton Schiedsrichter: Jérôme Garcès (Frankreich) |
| 21. Juni 2014 19:35 NZST | Versuche: Savea (3) 3. n.erh., 8. erh., 80. erh. A. Smith (2) 26. erh., 33. erh. Erhöhungen: Cruden (3/4) Barrett (1/1) Straftritte: Cruden (1/1) 17. | (22:6) Bericht | Versuche: Yarde 42. erh. Erhöhungen: Burns (1/1) Straftritte: Burns (2/3) 7., 19. | Waikato Stadium, Hamilton Schiedsrichter: Jérôme Garcès (Frankreich) |

| 22. Juni 2014 15:00 NZST | Pacific Barbarians | 14 : 36 | Tonga | Mount Smart Stadium, Auckland Schiedsrichter: Nick Briant (Neuseeland) |
| 22. Juni 2014 15:00 NZST | Bericht            |         |       | Mount Smart Stadium, Auckland Schiedsrichter: Nick Briant (Neuseeland) |

### Woche 5
| 28. Juni 2014 17:00 SAST | Südafrika | 55 : 6         | Schottland                      | Nelson Mandela Bay Stadium, Port Elizabeth Zuschauer: 40.973 Schiedsrichter: Glen Jackson (Neuseeland) |
| 28. Juni 2014 17:00 SAST | Versuche: Coetzee (2) 3. erh., 51. erh. le Roux 10. erh. Mvovo (2) 16. n.erh., 61. erh. Pietersen 56. n.erh. de Jager (2) 64. erh., 78. erh. Erhöhungen: Pollard (5/7) Boshoff (1/1) Straftritte: Pollard (1/1) 44. | (19:6) Bericht | Straftritte: Weir (2/2) 7., 36. | Nelson Mandela Bay Stadium, Port Elizabeth Zuschauer: 40.973 Schiedsrichter: Glen Jackson (Neuseeland) |